# آلبانیایی‌ها
آلبانیایی‌ها (به آلبانیایی: Shqiptarët) یکی از گروه‌های نژادی شبه جزیره بالکان هستند که بیشترشان در آلبانی و کوزوو زندگی می‌کنند. آن‌ها به زبان آلبانیایی سخن می‌گویند. بیشتر آن‌ها در کوزوو و آلبانی هستند و بقیه نیز در ایتالیا، مقدونیه، مونتنگرو و یونان مستقر هستند. بیشینه آن‌ها مسلمانند.

## نگارخانه

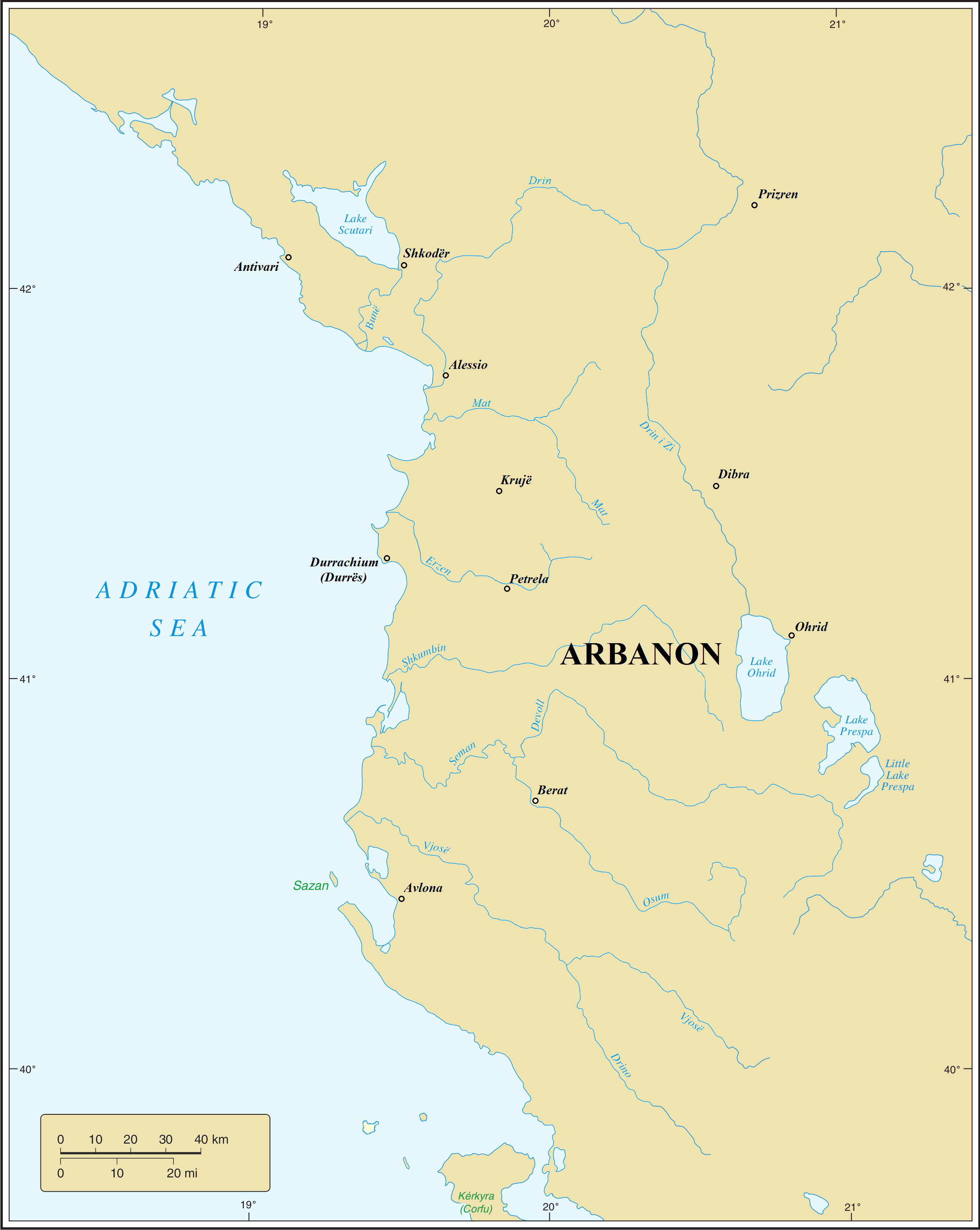
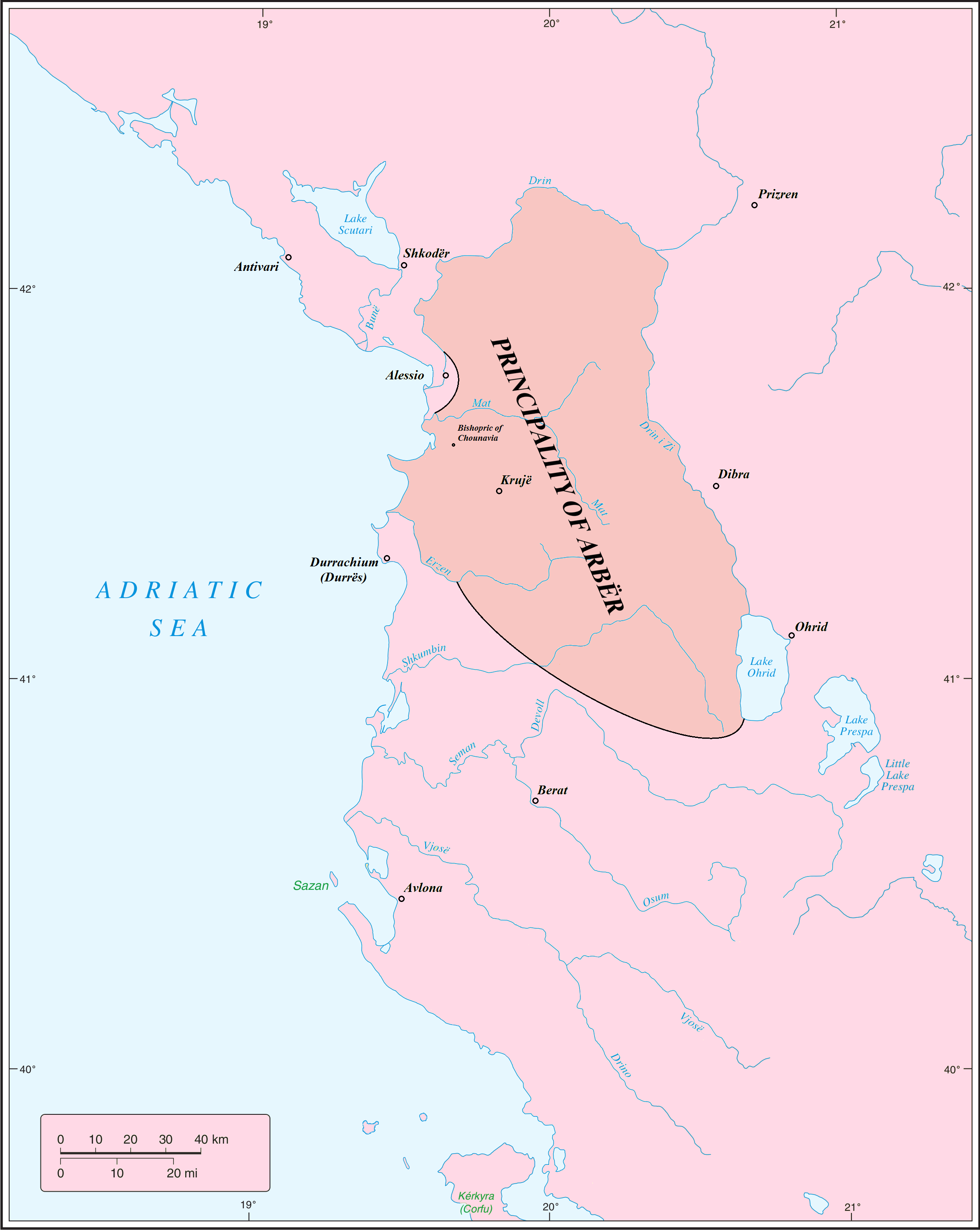
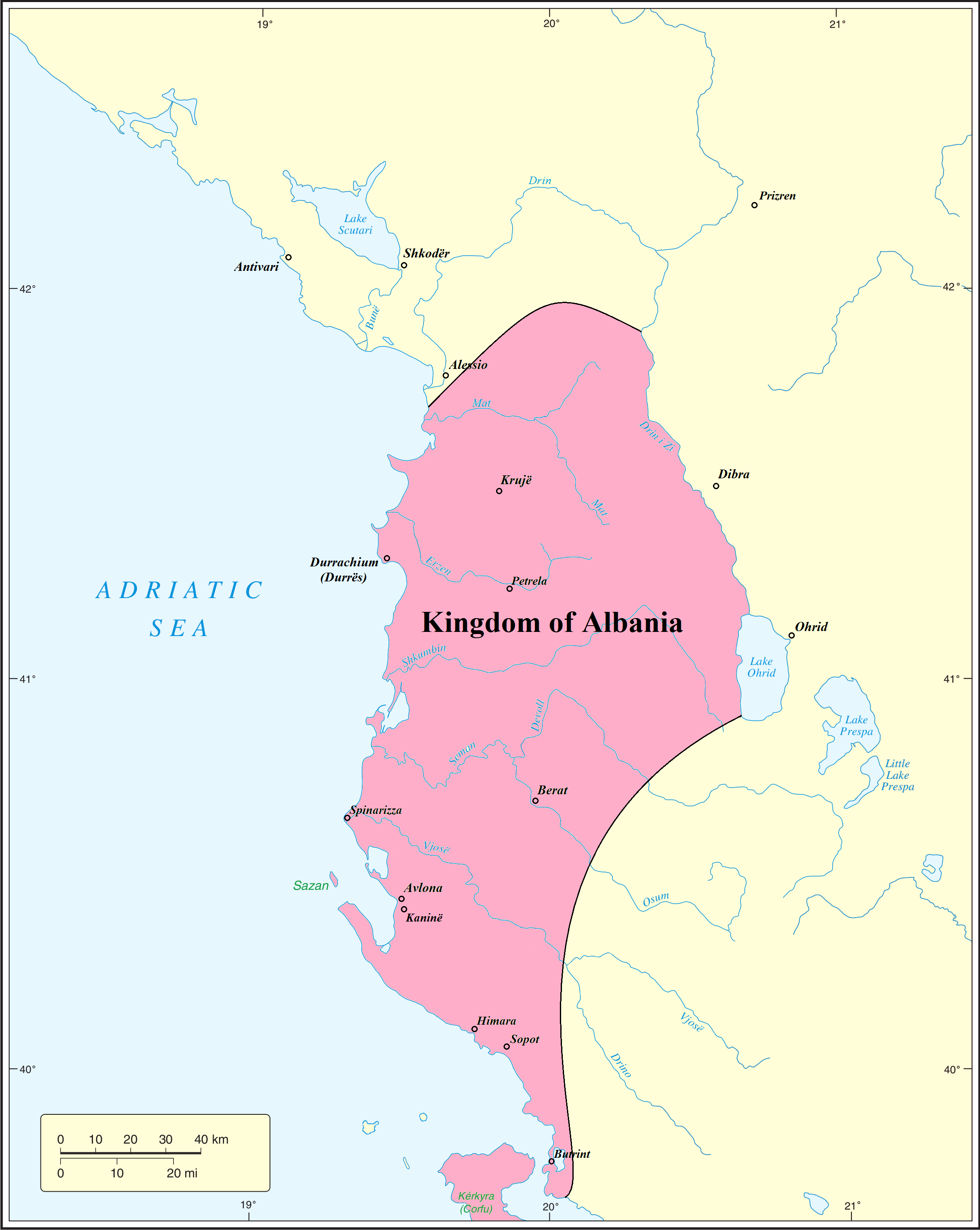
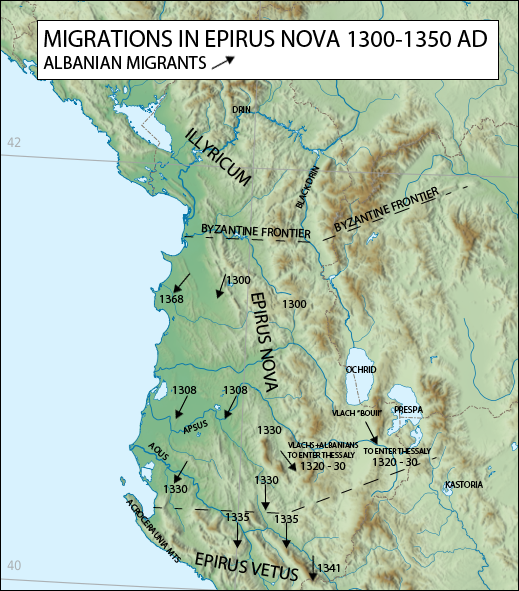